# Meuchelmord
Meuchelmord ist ein historischer Rechtsbegriff und bezeichnet eine vorsätzliche, auf heimliche, hinterhältige Weise verübte Tötung eines Menschen, auch durch mittelbare Täterschaft.
In Österreich war Meuchelmord bis zur Strafrechtsreform vom 1. Januar 1975 gemäß § 135 des Strafgesetzbuches als Mord definiert, „welcher durch Gift oder sonst tückischer Weise geschieht.“ Dabei ist zu beachten, dass als Mord nach österreichischem Strafrecht jede vorsätzliche Tötung (mit Ausnahme des Totschlags nach § 76 StGB) verstanden wird im Gegensatz insbesondere zur Begriffsdefinition des Mordes nach deutschem Strafrecht.
Im Völkerstrafrecht ist eine „meuchlerische Tötung“ die Tötung des Gegners im bewaffneten Konflikt unter Verletzung des im humanitären Völkerrecht geltenden Perfidieverbots.